# Louisiana-Zwergflusskrebs
Der Louisiana-Zwergflusskrebs (Cambarellus shufeldtii) ist ein in den USA beheimateter Zwergflusskrebs.

## Merkmale
Der Louisiana-Zwergflusskrebs zeigt oberseits und seitlich insgesamt vier dunkelbraune Längsstreifen auf hellbraunem Untergrund, die sich bis zum Telson erstrecken. Die Streifen können gezackt und dunkel umrandet sein oder nur aus Reihen dunkelbrauner Flecken bestehen. Die Intensität der Zeichnung ist bei den Weibchen kräftiger als bei den Männchen. Der Louisiana-Zwergflusskrebs ähnelt mit dieser Zeichnung dem Knabenkrebs (Cambarellus puer) und anderen Zwergflusskrebsen. Die Schreitbeine sind ebenfalls dunkel gestreift. Die Länge des Cephalothorax bei reifen Männchen dieser beiden Arten variiert von 7 bis 12 Millimeter, bei reifen Weibchen bis 14 mm.
Die jahreszeitlichen Reproduktionszyklen der beiden Cambariden Cambarellus shufeldtii und Cambarellus puer sind ähnlich. Beide zeigen jeweils zwei jährliche Höhepunkte ihrer Fortpflanzungsaktivität und bei beiden wechseln die adulten Männchen mittels Häutungen zwischen zwei sich deutlich unterscheidenden morphologischen Formen. Die Tiere werden daher als Form I- und Form II-Männchen bezeichnet. Der Formenwandel hängt direkt mit dem jahreszeitlichen Fortpflanzungszyklus zusammen. Dabei wechseln die Cambariden von einer kopulationsfähigen in eine sexuell inaktive Phase. An der Körperunterseite sind bei den Männchen die Begattungsgriffel (Gonopoden) zu erkennen. Sie können nicht nur zur Unterscheidung der Geschlechter, sondern auch zur Artbestimmung herangezogen werden. Die drei fingerförmigen Ausläufer der Gonopoden sind beim Knabenkrebs alle um fast 90 Grad zum Schaft hin gebogen. Beim Louisiana-Zwergflusskrebs, dessen Verbreitungsgebiet sich mit dem des Knabenkrebses überschneidet, sind diese Fortsätze gerade.
Die Höhepunkte der Fortpflanzungsaktivitäten wurden 1966 in einer Vergleichsstudie zwischen den männlichen Reproduktionszyklen des Cambarellus shufeldtii und des Cambarellus puer analysiert. Es ließ sich feststellen, dass kopulationsbereite Männchen der Form I und befruchtungsfähige Weibchen zu fast jeder Jahreszeit zu finden waren, doch konnten dennoch zwei jahreszeitliche Hochphasen definiert werden. So gab es eine stärkere Verdichtung der Fortpflanzungsaktivitäten im Januar, Februar und März und eine kleinere im Juli. Besonders der Cambarellus puer ließ diese Taktung erkennen, während der Cambarellus shufeldtii eine starke Tendenz zu einer kontinuierlichen, ganzjährigen Fortpflanzung zeigte. Trotz dieser Unterschiede besaßen die Männchen beider Arten als Erwachsene zwei große Spitzenzeiten ihrer Spermienproduktion, wobei ihr erster Samenschub während der ersten Fortpflanzungsperiode nach ihrer eigenen Geburt stattfand. Ein zweiter Schub trat ein, als die Männchen etwa ein Jahr alt waren. Studien zum Wachstum der Tiere zeigten eine durchschnittliche Zunahme von etwa 0,45 Millimeter in der Cephalothoraxlänge pro Häutung für beide Arten, wobei 12 bis 13 Häutungen beim Cambarellus shufeldtii und 13 bis 14 beim Knabenkrebs für das Erreichen der Geschlechtsreife erforderlich waren.

## Verbreitung und Lebensraum
Die Krebse der Gattungen shufeldti und puer wurden anfangs von den meisten Zoologen vor allem wegen ihrer geringen Größe nicht behandelt, da sie im Allgemeinen als unreife Individuen anderer Arten betrachtet wurden. Die grundlegenden ökologischen Nischen der beiden Cambariden sind sich ähnlich. Der Louisiana-Zwergflusskrebs ist vom südöstlichen Texas bis ins Becken des Mississippi und das südliche Louisiana mit dem Mississippi-Delta verbreitet. Das Typusexemplar stammt aus der Umgebung von New Orleans. Der Krebs ist östlich des Mississippi auch in den Bundesstaaten Mississippi und Alabama verbreitet. Vom Süden nach Norden erstreckt es sich vom Mississippi-Delta bis nach Kentucky, Arkansas, Tennessee, Missouri und das angrenzende Illinois.
Amerikanische Wissenschaftler interessierten sich schon früh für den Rückgang des Cambarellus puer in Gebieten, die für diese Krebsart eigentlich sehr geeignet war. Von Interesse blieben auch Gebiete, in denen diese Krebsart sehr gut hätte Fuß fassen können, jedoch nur sehr begrenzt gesichtet wurde. So angesichts der Fülle an geeigneten Lebensräumen im Westen Kentuckys. Als mögliche Erklärungen konnten sich die Forscher ein bisher unvollständige Beprobungen möglicher Tieflandhabitate oder Wechselwirkungen zwischen den beiden Krebsarten der Gattungen Cambarellus puer und Cambarellus shufeldtii vorstellen. Die auf Wirbellose spezialisierten Wissenschaftler George Henry Penn (1918–1963) und Joseph F. Fitzpatrick Jr. (1932–2002) hatten bereits 1962 und 1963 nach experimentellen Versuchen festgestellt, dass Cambarellus shufeldtii gegenüber Cambarellus puer dominant war und dass Cambarellus shufeldtii den Konkurrenten Cambarellus puer damals bereits seit einigen Jahren an mehreren Standorten entlang der Golfküste verdrängt hatte. Der Ichthyologe Lawrence M. Page von der University of Illinois at Urbana-Champaign vermutete 1985, dass dieser Konkurrenzausschluss zwischen den beiden Arten ihre Verbreitung im südlichen Illinois teilweise erklären könnte. Im westlichen Kentucky ist Cambarellus shufeldtii weitaus häufiger und in Tieflandlebensräumen weit verbreitet. Page mutmaßte, dass dieser Konkurrenzausschluss zwischen den beiden Arten ihre Verbreitung im südlichen Illinois teilweise erklären könnte. Im westlichen Kentucky ist Cambarellus shufeldtii weitaus häufiger anzutreffen und hat sich in Tieflandhabitaten weit verbreitet.
Der Louisiana-Zwergflusskrebs lebt in flachen sumpfigen Gewässern mit Wasserpflanzen oder abgefallenem Laub. Wenn das Gewässer austrocknet, kann der Krebs einige Zeit im feuchten Schlamm überleben, bis der Regen die Tümpel wieder füllt.

## Lebensweise
Die Jungstadien des Krebses häuten sich 12 bis 13 Mal, bevor sie geschlechtsreif sind. Die Weibchen sind dann oft nicht größer als 1,7 Zentimeter. Sie tragen 30–40 Eier auf der Unterseite des Hinterleibs mit sich. Auch nach dem Schlüpfen bleiben die wenige Millimeter großen Jungtiere noch einige Tage auf ihrer Mutter. Nach rund drei Monaten sind auch sie geschlechtsreif. Die Weibchen können zwei Mal im Jahr Eier legen. Dazwischen häuten sie sich nochmals. Die Lebenserwartung beträgt bei den Weibchen rund ein Jahr, bei Männchen bis zu 18 Monate.

## Orientierung
Der Orientierungssinn der beiden Zwergkrebsarten, Cambarellus shufeldti und Cambarellus puer wurde 1963 durch die auf Wirbellose spezialisierten Wissenschaftler George Henry Penn (1918–1963) und Joe B. Black aus dem Fachbereich für Zoologie der Tulane-Universität erhalten mit Hilfe einer einfachen, 32 Millimeter breiten, wassergefüllten Rinne untersucht, die sich nach 250 Millimeter Y-förmig gabelte. Alle Versuchskrebse wurden am Eingang der Rinne durch anhaltendes Stupsen und Stoßen gezwungen, zu reagieren. Die Mehrheit der Individuen beider Arten (> 79 %) zeigte dabei ein einheitliches Verhalten, denn sie zogen sich in eine der Gabeln zurück. Sobald eine der Gabeln abgedeckt war, wurde dieses Versteck von 95 Prozent der Tiere vorgezogen. Nach der Exstirpation eines Augenstiels reagierten immer noch 55 Prozent positiv auf die Abdeckung, doch nach der Exstirpation beider Augenstiele waren es nur noch 37 Prozent. Nach der Entfernung einer Chela reagierten 86 Prozent positiv auf die Abdeckung, und nach Entfernung beider Chelae immer noch 86 Prozent. Die Versuche machten deutlich, dass sich beide Arten als typische Vertreter der Cambarellus-Arten, offene, sonnendurchflutete Gewässer eher mieden. Als ein wesentliches Ergebnis der Untersuchung separierte sich auch die besonders hohe Bedeutung des Augenlichts zur Orientierung der Krebse heraus. Eine Aufgabe, die von den eindrucksvollen Antennen der Tiere nicht abgefangen werden konnte.

## Parasiten beimCambarellus shufeldti
Mikrosporidien-Infektionen gehören zu den häufigsten parasitischen Erkrankungen im Tierreich. Der amerikanische Zoologe und Anatom Franklin Sogandares-Bernal (1931–2016), zu dessen Spezialgebieten die Parasitologie zählte, erkannte 1962 Mikrosporidiose bei den Zwergkrebsen Cambarellus shufeldti und Cambarellus puer. Bei seiner Untersuchung standen ihm ein Knabenkrebs und zwei Cambarellus shufeldti zur Verfügung. Ersterer wurde bei Chacahoula, Louisiana und letztere knapp 18 Kilometer östlich von Covington, Louisiana, gesammelt. Es stellte sich heraus, dass die Muskeln dieser Krebse mit Microsporidia infiziert waren. Sogandares-Bernal hatte die Tiere von George Henry Penn erhalten, nachdem dieser die ihm unbekannte, eigentümlich milchige Muskulatur bei den Basipoditen der ersten Pereiopoden durch die Schale der infizierten Krebse erkannt hatte. Bis dahin hatte Penn rund 20.000 Exemplare von verschiedenen Louisiana-Krebsen untersucht, doch nie zuvor Krebse mit einer milchig gefärbten Muskulatur beobachtet. Pansoroblasten, die Sporoblasten enthielten konnte Sogandares-Bernal in dem ihm vorgelegen Material zwar nicht bestimmen, doch ließen sich beim Cambarellus puer Sporen ermitteln, die eine Genus Pleistophora-Spezies (Gurley, 1893) vermuten ließen. Die beiden Cambarellus shufeldti hingegen trugen zweifelsfrei Parasiten der Gattung Thelohania. Offensichtlich brachten Sogandares-Bernal Untersuchungen den erstmaligen Nachweis von Mikrosporidien der Gattungen Thelohania und wahrscheinlich Plistophora bei nordamerikanischen Krebsen. Die Tatsache, dass nur wenige stark infizierte Krebse gesammelt wurden, deutete für Sogandares-Bernal darauf hin, dass die Parasiten entweder die betroffenen Tiere töten oder durch ihre lähmende Wirkung die Wirte für Raubtiere zu einer leichteren Beute machen.